# واي تي إن
واي تي إن (بورصة كوريا: 040300) هي قناة إخبارية تبث على مدار 24 ساعة في كوريا الجنوبية. وقد تأسست في 14 سبتمبر، عام 1993، وبدأت البث في 1 مارس 1995.
الشعارات السابقة للقناة هي«الأمس، اليوم والآن:Yesterday, Today and Now» و «شبكة واقعك:Your True Network», وهذه الشعارات ركبت بها اسم القناة بطريقة أو أخرى. شعار القناة الحالي هو«دائما الأولى:Always First».

## تاريخ
- 1993/09/14  تأسيس YTN
- 1995/03/01 بدأت البث

## وصلات خارجية
- YTN - الموقع الرسمي الإلكتروني (كورية)
- YTN corporate information (إنجليزية)[dead link]